# Polypodium gheisbreghtii
Polypodium gheisbreghtii là một loài dương xỉ trong họ Polypodiaceae. Loài này được Linden mô tả khoa học đầu tiên năm 1858.
Danh pháp khoa học của loài này chưa được làm sáng tỏ. 